# Чемпионат Европы по настольному теннису 2005
25-й чемпионат Европы по настольному теннису проходил с 27 марта по 1 апреля 2005 года в датском городе Орхус.
В ходе соревнований было разыграно 7 комплектов медалей: в мужском и женском одиночном и парном разрядах, в миксте, а также в командных соревнованиях. Впервые в истории чемпионат Европы прошёл в Дании.

## Медалисты

### Мужчины
| Разряд                 | Золото                                                                                    | Серебро                                                                                  | Бронза                                                               |
| ---------------------- | ----------------------------------------------------------------------------------------- | ---------------------------------------------------------------------------------------- | -------------------------------------------------------------------- |
| Одиночный разряд Отчёт | Владимир Самсонов                                                                         | Жан-Мишель Сев                                                                           | Калиникос Креанга                                                    |
| Одиночный разряд Отчёт | Владимир Самсонов                                                                         | Жан-Мишель Сев                                                                           | Зоран Приморац                                                       |
| Парный разряд Отчёт    | Вернер Шлагер Карл Йиндрак                                                                | Владимир Самсонов Калиникос Креанга                                                      | Тимо Болль Кристиан Зюсс                                             |
| Парный разряд Отчёт    | Вернер Шлагер Карл Йиндрак                                                                | Владимир Самсонов Калиникос Креанга                                                      | Алексей Смирнов Дмитрий Мазунов                                      |
| Команды Отчёт          | Дания · Аллан Бентсен · Микаэль Мэйс · Мартин Монрад · Финн Тугвелл · Кристоффер Петерсен | Австрия · Чэнь Вэйсин · Роберт Гардос · Карл Йиндрак · Костадин Ленгеров · Вернер Шлагер | Румыния · Михай Андрей Филимон · Адриан Кришан · Константин Чоти     |
| Команды Отчёт          | Дания · Аллан Бентсен · Микаэль Мэйс · Мартин Монрад · Финн Тугвелл · Кристоффер Петерсен | Австрия · Чэнь Вэйсин · Роберт Гардос · Карл Йиндрак · Костадин Ленгеров · Вернер Шлагер | Чехия · Петр Корбель · Рихард Выборны · Марек Класек · Томаш Павелка |

### Женщины
| Разряд                 | Золото                                                                       | Серебро                                                                  | Бронза                                                                  |
| ---------------------- | ---------------------------------------------------------------------------- | ------------------------------------------------------------------------ | ----------------------------------------------------------------------- |
| Одиночный разряд Отчёт | Лю Цзя                                                                       | Михаэла Штефф                                                            | Тамара Борош                                                            |
| Одиночный разряд Отчёт | Лю Цзя                                                                       | Михаэла Штефф                                                            | Ли Цзяо                                                                 |
| Парный разряд Отчёт    | Михаэла Штефф Тамара Борош                                                   | Кристина Тот Чилла Баторфи                                               | Николета Стефанова Вэньлин Тань-Монфардини                              |
| Парный разряд Отчёт    | Михаэла Штефф Тамара Борош                                                   | Кристина Тот Чилла Баторфи                                               | Светлана Ганина Ирина Палина                                            |
| Команды Отчёт          | Румыния · Отилия Бэдеску · Адриана Замфир · Михаэла Штефф · Элизабета Самара | Хорватия · Андреа Бакула · Тамара Борош · Сандра Паович · Корнелия Вайда | Италия · Вэньлин Тань Монфардини · Николета Стефанова · Лаура Негризоли |
| Команды Отчёт          | Румыния · Отилия Бэдеску · Адриана Замфир · Михаэла Штефф · Элизабета Самара | Хорватия · Андреа Бакула · Тамара Борош · Сандра Паович · Корнелия Вайда | Словения · Бильяна Тодорович · Мартина Шафран · Хелена Халас            |

### Микст
| Разряд      | Золото                             | Серебро                       | Бронза                       |
| ----------- | ---------------------------------- | ----------------------------- | ---------------------------- |
| Микст Отчёт | Александр Каракашевич Рута Будиене | Чэнь Вэйсин Виктория Павлович | Вернер Шлагер Лю Цзя         |
| Микст Отчёт | Александр Каракашевич Рута Будиене | Чэнь Вэйсин Виктория Павлович | Алексей Смирнов Кристина Тот |